# Hướng Hải Lam
Hướng Hải Lam là một nữ diễn viên Hồng Kông. Cô được khán giả biết đến đăng quang ngôi vị Hoa hậu Hong Kong 1998 và các giải thưởng phụ như Hoa hậu ăn ảnh, Người đẹp thân thiện và giải thưởng Sắc đẹp hoàn cầu.

## Cuộc đời và sự nghiệp
Hướng Hải Lam sinh ra ở Hồng Kông, nhưng sau đó đến Canada, nơi cô theo học ngành kinh tế tại Đại học British Columbia.
Sau đó, cô trở lại Hồng Kông và dự thi Hoa hậu Hồng Kông năm 1998, cô đăng quang và giành được ba giải thưởng phụ như Hoa hậu ăn ảnh, Người đẹp thân thiện và giải thưởng Sắc đẹp hoàn cầu. Cô đại diện cho Hồng Kông trong cuộc thi Hoa hậu Quốc tế Trung Quốc 1999 và đăng quang Á hậu 2.Cô cũng từng tham dự cuộc thi quốc tế, Hoa hậu Hoàn vũ 1999, nhưng không lọt vào top 10 bán kết. Tuy nhiên, cô đã lọt vào top 10 cuộc bình chọn Hoa hậu Ảnh. Giống như nhiều người trước đó, những người chiến thắng thứ hạng cao nhất của cuộc thi sắc đẹp được trao cơ hội hợp đồng với TVB Hồng Kông và được quảng bá là một trong những nữ diễn viên nổi bật mới của họ.
Cô thường đóng vai chính trong các bộ phim truyền hình hành động, hài, và chính trị. Cô đã tham gia nhiều bộ phim truyền hình như Hồ sơ trinh sát, Nấc thang cuộc đời, Quyền lực đen tối, Tục thế tình thân và đáng chú ý nhất là Dương Quý Phi.
Vào ngày 1 tháng 5 năm 2008, cô chính thức tuyên bố chia tay giải trí. Sau đó, cô cư trú tại Thượng Hải.
Năm 2015, Hướng Hải Lam thông báo sự trở lại của mình khi làm khách mời cho phim "Không siêu thoát" và tham gia bộ phim "Ái tại tinh không hạ".
Vào năm 2017, cô đã quay một bộ phim truyền hình "Sao đông ấm, vì sao hạ mát".  Cùng năm đó, cô và Tưởng Chí Quang đóng vai chính trong bộ phim vở nhạc kịch "Ngã hòa thanh thiên hữu cá yêu hội" và được đón nhận nồng nhiệt.
Năm 2018, cô tham gia Truyền hình Châu Á (ATV) và tổ chức chương trình trò chuyện "Hẹn gặp lại tối nay".
Vào giữa tháng 12 năm 2019, cô đã tham gia "Hoa hậu thân thiện Hồng Kông" của ViuTV và trở thành một nghệ sĩ xuất hiện trên TVB, ATV và ViuTV cùng một lúc.

## Phim đã tham gia
Phim TVB
| Năm  | Tên phim tiếng Việt   | Tên phim tiếng Anh               | Tên phim tiếng Trung |
| ---- | --------------------- | -------------------------------- | -------------------- |
| 1999 | Hồ sơ trinh sát IV    | Detective Investigation Files IV | 刑事偵緝檔案IV       |
| 2000 | Dương Quý Phi         | The Legend of Lady Yang          | 楊貴妃               |
| 2000 | Tứ đại tài tử         | The Legendary Four Aces          | 金裝四大才子         |
| 2001 | Bảy chị em            | Seven Sisters                    | 七姊妹               |
| 2001 | Tình đã vội bay       | The Stamp of Love                | 肥婆奶奶扭計媳       |
| 2002 | Vẻ đẹp bị đánh cắp    | Love Is Beautiful                | 無頭東宮             |
| 2002 | Tiêu Thập Nhất Lang   | Treasure Raiders                 | 蕭十一郎             |
| 2002 | Bước ngoặt cuộc đời   | Golden Faith                     | 流金歲月             |
| 2003 | Trường Bình Công Chúa | Perish in the Name of Love       | 帝女花               |
| 2003 | Tuổi Trung Niên       | Life Begins At Forty             | 花樣中年             |
| 2003 | Hồ sơ tuyệt mật       | The 'W' Files                    | 衛斯理               |
| 2003 | Tục thế tình thân     | Seed of Hope                     | 俗世情真             |
| 2003 | Nấc thang cuộc đời    | Riches And Stitches              | 鳳舞香羅             |
| 2004 | Mưu sinh              | Hidden Treasures                 | 翻新大少             |
| 2005 | Nợ tình / Trói buộc   | Love Bond                        | 心花放               |
| 2005 | Quyền lực đen tối     | The Charm Beneath                | 胭脂水粉             |
| 2006 | Lý lẽ con tim         | Bar Bender                       | 潮爆大狀             |
| 2006 | Thượng Hải ngày xưa   | Au Revoir Shanghai               | 上海傳奇             |
| 2006 | Bố Y thần tướng       | Face To Fate                     | 布衣神相             |
| 2007 | Rước vợ đón lộc       | Best Bet                         | 迎妻接福             |
| 2007 | Cường kiếm            | Devil's Disciples                | 強劍                 |
| 2007 | Nỗi lòng của cha      | Fathers and Sons                 | 爸爸閉翳             |
| 2007 | Giữa ngã ba đường     | The Building Blocks of Life      | 建築有情天           |

Phim truyền hình Trung Quốc
| Năm  | Tên phim tiếng Việt        | Tên phim tiếng Anh          | Tên phim tiếng Trung |
| ---- | -------------------------- | --------------------------- | -------------------- |
| 2017 | Sao đông ấm, vì sao hạ mát | What and What a Cool Summer | 何所冬暖，何所夏凉   |

Phim
| Năm  | Tên phim tiếng Việt | Tên phim tiếng Anh       | Tên phim tiếng Trung |
| ---- | ------------------- | ------------------------ | -------------------- |
| 2003 |                     |                          | 血殺                 |
| 2015 | Không siêu thoát    | Knock Knock Who's There? | 有客到               |
| 2016 |                     | Elanne Starlight         | 愛在星空下           |